# Rælingen
Rælingen is een gemeente in de Noorse provincie Akershus (tot 1 januari 2020 Akershus). De gemeente telde 17.730 inwoners in januari 2017.

## Plaatsen in de gemeente
- Fjellstad
- Smestad

Ås · Asker · Aurskog-Høland · Bærum · Eidsvoll · Enebakk · Frogn · Gjerdrum · Hurdal · Jevnaker · Lillestrøm · Lørenskog · Lunner · Nannestad · Nes · Nesodden · Nittedal · Nordre Follo · Rælingen · Ullensaker · Vestby

Voormalige gemeentes: Fet · Oppegård · Skedsmo · Ski · Sørum